# 스마일 (밴드)
스마일(Smile)은 잉글랜드의 블루스 록 모체 밴드이다.
3명으로 구성되어 있으며, 지금은 브라이언 메이와 로저 테일러는 퀸(밴드)이라는 밴드로 활동 중이다.